# Cry Like a Rainstorm, Howl Like the Wind
Cry Like a Rainstorm, Howl Like the Wind è un album in studio della cantante statunitense Linda Ronstadt, pubblicato nel 1989.

## Tracce
1. Still Within the Sound of My Voice – 4:32 (Jimmy Webb)
2. Cry Like a Rainstorm – 3:36 (Eric Kaz)
3. All My Life – 3:36 (Karla Bonoff)
4. I Need You – 2:52 (Paul Carrack, Nick Lowe, Martin Belmont)
5. Don't Know Much – 3:35 (Barry Mann, Cynthia Weil, Tom Snow)
6. Adios – 3:36 (Jimmy Webb)
7. Trouble Again – 3:19 (Karla Bonoff, Kenny Edwards)
8. I Keep it Hid – 3:58 (Jimmy Webb)
9. So Right, So Wrong – 3:28 (Paul Carrack, Nick Lowe, Martin Belmont, J. E. Ceiling, James Eller)
10. Shattered – 2:54 (Jimmy Webb)
11. When Something Is Wrong with My Baby – 3:52 (Isaac Hayes, David Porter)
12. Goodbye My Friend – 3:44 (Karla Bonoff)